# Vodní mlýn v Dolních Věstonicích
Vodní mlýn v Dolních Věstonicích v okrese Břeclav je zaniklý vodní mlýn, který stál na řece Dyji. Jeho dochovaná barokní vjezdová brána je chráněna jako nemovitá kulturní památka České republiky.

## Historie
Mlýn je poprvé zmíněn roku 1377. V urbáři lichtenštejnských panství z roku 1414 je uváděn mlýn s jezem. Urbář Mikulovského panství uvádí k roku 1560 ještě starý středověký mlýn, k roku 1575 již nově postavený mlýn o 8 složeních a stoupou.
Roku 1619 byl mlýn a pivovar vypálen při bitvě moravských stavů s císařským vojskem. Po obnovení je v roce 1629 uváděn jako největší na Moravě; v té době je u něj pila.
Mlýn měl 7 složení a 2 stoupy a byl vrchností pronajímán. Po roce 1655 měl již jen 2 složení a při válečných událostech s Turky byl poškozen a poté opět opraven. K roku 1704 je uváděno 9 složení; mlýn byl 4. největší na Moravě.
Koncem 19. století proběhla příprava na zabudování turbín místo vodních kol. K renovaci však nedošlo, protože roku 1901 mlýn vyhořel. O rok později byla vypsána soutěž na jeho obnovu, ve které zvítězila firma Mühlenbau Anstalt u Maschinenfabrik Hoerde, Wien.
Mezi lety 1927 až 1936 byla zasypána obě ramena náhonu v rámci regulace Dyje a byla odstraněna stavidla i turbíny. Vlastní mlýn byl adaptován na sýpku a v roce 1995 zbořen. Dochovala se ohradní zeď a část zbořené zdi mlýna za vstupní branou.

## Popis
Volně stojící budova obdélného půdorysu byla napůl přízemní a napůl jednopatrová; na nároží měla lizény. V boční fasádě byl vchod a jedna vrata. V zadní části stavby probíhala nad okny kordonová římsa. Štítová zeď byla členěna dvěma okenními osami. Mezi okny ve štítě se nacházel medailon ve tvaru kvadrilobu s letopočtem 1754. Podstřešní římsa nesla střechu zvalbenou, nad prvním patrem valbovou.
Voda na vodní kolo vedla náhonem se stavidly. Mlýnská technologie zcela zanikla.